# Dipturus falloargus
Dipturus falloargus és una espècie de peix de la família dels raids i de l'ordre dels raïformes.

## Morfologia
- Els mascles poden assolir 45 cm de longitud total i les femelles 49,1.[4]

## Hàbitat
És un peix marí, de clima tropical i bentopelàgic que viu entre 60-256 m de fondària.

## Distribució geogràfica
Es troba a l'oceà Índic oriental: Austràlia.

## Observacions
És inofensiu per als humans.